# Jayro Bustamante
Pour les articles homonymes, voir Bustamante.
Jayro Bustamante, né le 7 mai 1977 à Guatemala est un réalisateur, scénariste et producteur de cinéma guatémaltèque.

## Biographie
Jayro Bustamante étudie la communication à l'Université de San Carlos de Guatemala, puis le cinéma au Conservatoire libre du cinéma français (CLCF, Paris) et au Centre expérimental de cinématographie (CSC/CEC, Rome).
Son premier long métrage, Ixcanul, est présenté en compétition à la Berlinale 2015 où il est applaudi à l’issue de la projection de presse. Il y remporte le prix Alfred-Bauer qui récompense les films ouvrant de nouvelles perspectives ou offrant une vision esthétique novatrice et singulière.
Lors de la Berlinale 2017 il fait partie du Jury du prix du meilleur premier film.
En 2017, son film Tremblements est primé sur scénario dans le cadre de l'Aide à la Création de la Fondation Gan pour le Cinéma.

## Filmographie

### Scénario et réalisation
- 2006 : Tout est question de fringues (court métrage d'animation)
- 2012 : Cuando sea grande (court métrage)
- 2015 : Ixcanul (aussi producteur)
- 2019 : Tremblements (Temblores)
- 2019 : La Llorona

## Distinctions
- 2015 : Prix Alfred-Bauer à la Berlinale 2015 pour Ixcanul.
- 2015 : Prix spécial du jury au Festival international du film d'Erevan (ou Abricot d'or) pour Ixcanul[3].
- Chevalier de l'ordre national du Mérite (2021)[4]